# Joseph Featherston
Pour les articles homonymes, voir Featherston.
Joseph Featherston ou Featherstone (22 juillet 1843-17 juillet 1913) est un homme politique canadien de l'Ontario. Il est député fédéral libéral de la circonscription ontarienne de Peel de 1891 à 1900.

## Biographie
Né dans le canton de Trafalgar dans le Canada-Ouest, Featherston devient marchand et agriculteur. Il occupe la fonction de président de la Dominion Live Stock Association en 1887 et de premier vice-président de la Dominion Live Stock Insurance Company de 1887 à 1888. Il occupe aussi la fonction de président de la Canadian Swine Breeders Association de 1890 à 1891.
Élu en 1891, l'élection est déclarée nulle et une élection partielle est tenue en 1892. Réélu en 1896, il est défait en 1900.